# Opisthograptis apiconigrescens
Opisthograptis apiconigrescens är en fjärilsart som beskrevs av Barend J. Lempke 1970. Opisthograptis apiconigrescens ingår i släktet Opisthograptis och familjen mätare. Inga underarter finns listade i Catalogue of Life.